# B-2 Unit
Albums de Ryūichi Sakamoto
Thousand Knives
(1978) Left Handed Dream
(1981)
Singles
1. Riot In Lagos
Sortie : 1980 et 1983

B-2 Unit est un album de musique réalisé par le pianiste et compositeur japonais Ryūichi Sakamoto. Sorti en 1980 en vinyle, il est réédité au Japon, en CD, le 10 août 1988.
L'album contient notamment Riot in Lagos (ja), morceau précurseur de l'electronica, qui selon The Vinyl Factory (en), pose les jalons de la musique qu'Aphex Twin et Boards of Canada développeraient dans les années 1990.

## Liste des titres
Toutes les chansons sont écrites et composées par Ryūichi Sakamoto et Yoshitaka Goto.
| A1. | Differencia            | 2:06 |
| A2. | Thatness and Thereness | 3:27 |
| A3. | Participation Mystique | 6:40 |
| A4. | E-3A                   | 4:45 |

| B1. | Iconic Storage         | 4:42 |
| B2. | Riot in Lagos (ja)     | 5:39 |
| B3. | Not the 6 O'Clock News | 5:03 |
| B4. | The End of Europe      | 4:56 |

## Classement
| Classement (1980) | Meilleure place |
| ----------------- | --------------- |
| Japon (Oricon)    | 19              |

## Crédits

### Musiciens
- Ryūichi Sakamoto, Andy Partridge, Kenji Omura, Tadashi Kumihara

### Équipes technique et production
- Production, composition, arrangements : Ryūichi Sakamoto
- Co-production : Yoshitaka Goto
- Producteur délégué : Shoro Kawazoe
- Ingénierie : Dennis Bovell, Mitsuo Koike, Renate Blauel, Rick Isbell, Ryūichi Sakamoto, Steve Churchyard, Steve Nye, Yasuhiko Terada
- Direction artistique, illustration : Tsuguya Inoue
- Mastering : Kevin Metcalfe
- Programmation : Hideki Matsutake
- Coordination : Toshinao Tsukui
- Coordination enregistrement : Kiseko Muroi, Patti Nolder
- Design : Takeo Aizawa, Tsuguya Inoue
- Photographie : David Bailey